# Gang Gang Dance
Gang Gang Dance – eksperymentalna grupa muzyczna założona na Manhattanie, wydawana przez niezależną wytwórnię The Social Registry. Grupa zdobyła uznanie na nowojorskiej scenie indie rocka z powodu jej oryginalnego brzmienia.
Gang Gang Dance grał wspólnie z takimi zespołami jak Boredoms, Architecture in Helsinki, Sonic Youth, Spank Rock, Massive Attack, Animal Collective, Black Dice, TV on the Radio, i Battles.
W sierpniu 2008 Gang Gang Dance przewodził Brooklińskiej części 88 Boadrum. Ich czwarty album, Saint Dymphna, został wydany 20 października 2008 przez The Social Registry w Ameryce Północnej i przez Warp Records w Europie i Australii. Album otrzymał pozytywne recenzje, Fact Magazine nazwał go nawet „najlepszym albumem, który usłyszeliśmy w tym roku”. W Polsce, serwis Screenagers.pl umieścił go na pierwszym miejscu listy najlepszych albumów 2008 roku.

## Dyskografia

### Albumy
- Revival of the Shittest (2004)
- Gang Gang Dance (2004)
- God’s Money (2005)
- Saint Dymphna (2008)
- Eye Contact (2011)
- Kazuashita (2018)

### EPki
- Hillulah (2005)
- RAWWAR (2007)
- First Communion (2009)

### DVD
- Retina Riddim (2007)